# Gustav Schmidt (Kanute)
Gustav Schmidt (* 9. August 1926 in Duisburg; † 29. Dezember 2016 ebenda) war ein deutscher Kanute. 1958 gewann er zwei Weltmeistertitel.
Schmidt nahm 1952 an den Olympischen Spielen in Helsinki teil und belegte zusammen mit Helmut Noller den vierten Platz im Zweier-Kajak über 1000 Meter. Zwei Jahre später gewann er ebenfalls im Zweier-Kajak über 1000 Meter zusammen mit Michel Scheuer die Silbermedaille bei den Kanurennsport-Weltmeisterschaften 1954. Seine größten Erfolge gelangen Schmidt bei den Kanurennsport-Weltmeisterschaften 1958, als er zusammen mit Michel Scheuer, Georg Lietz und Theo Kleine im Vierer-Kajak sowohl über 1000 Meter als auch über 10.000 Meter den Titel gewann.
Schmidt war auch bei den Europameisterschaften 1957 erfolgreich. Zusammen mit Meinrad Miltenberger erkämpfte er Silber im Zweier-Kajak über 500 Meter, beide belegten auch mit der 4-mal-500-Meter-Staffel den zweiten Platz. Zusammen mit Scheuer, Lietz und Kleine gewann er außerdem den Titel über 10.000 Meter.
Von 1954 bis 1958 gewann Schmidt mit der Mannschaft von Bertasee Duisburg fünf Deutsche Meistertitel in der 4-mal-500-Meter-Staffel. Auf der 1000-Meter-Distanz siegte Schmidt 1953 im Einer-Kajak, 1951 gewann er mit Gerhard Hemmers und 1954 bis 1956 zusammen mit Michel Scheuer im Zweier. Von 1955 bis 1958 siegte Schmidt im Vierer-Kajak, wobei Scheuer und Kleine bei allen vier Titeln ebenfalls dabei waren. Über die 10.000 Meter gewann Schmidt 1954 mit Michel Scheuer im Zweier-Kajak und 1958 im Vierer-Kajak.
1958 beendete Gustav Schmidt seine Laufbahn als Aktiver. Von 1959 bis zur Sommer-Universiade 1989 übernahm er die Leitung der Regattabahn Duisburg, danach übergab er die Leitung an seinen Sohn Dieter.